# Protoconcha

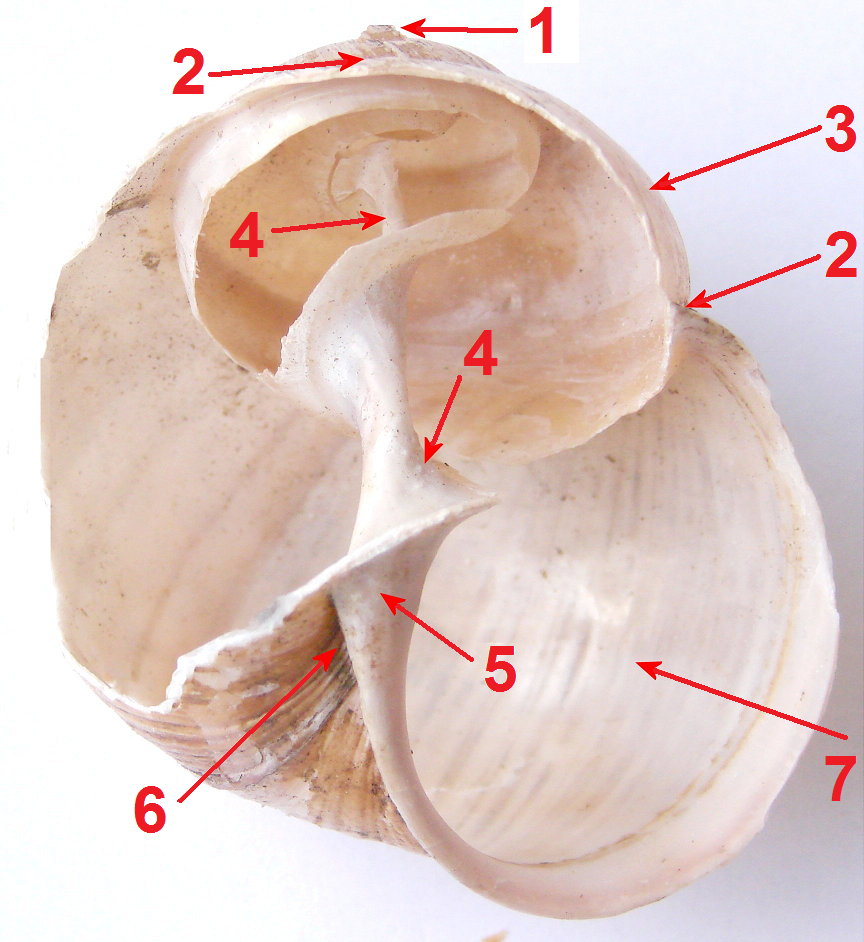
Nesta concha quebrada, a protoconcha, ou ápice, é a parte superior, indicada, na região do topo da espiral, pelo número 1. O número 3 corresponde à teleoconcha do molusco, que termina no lábio externo.

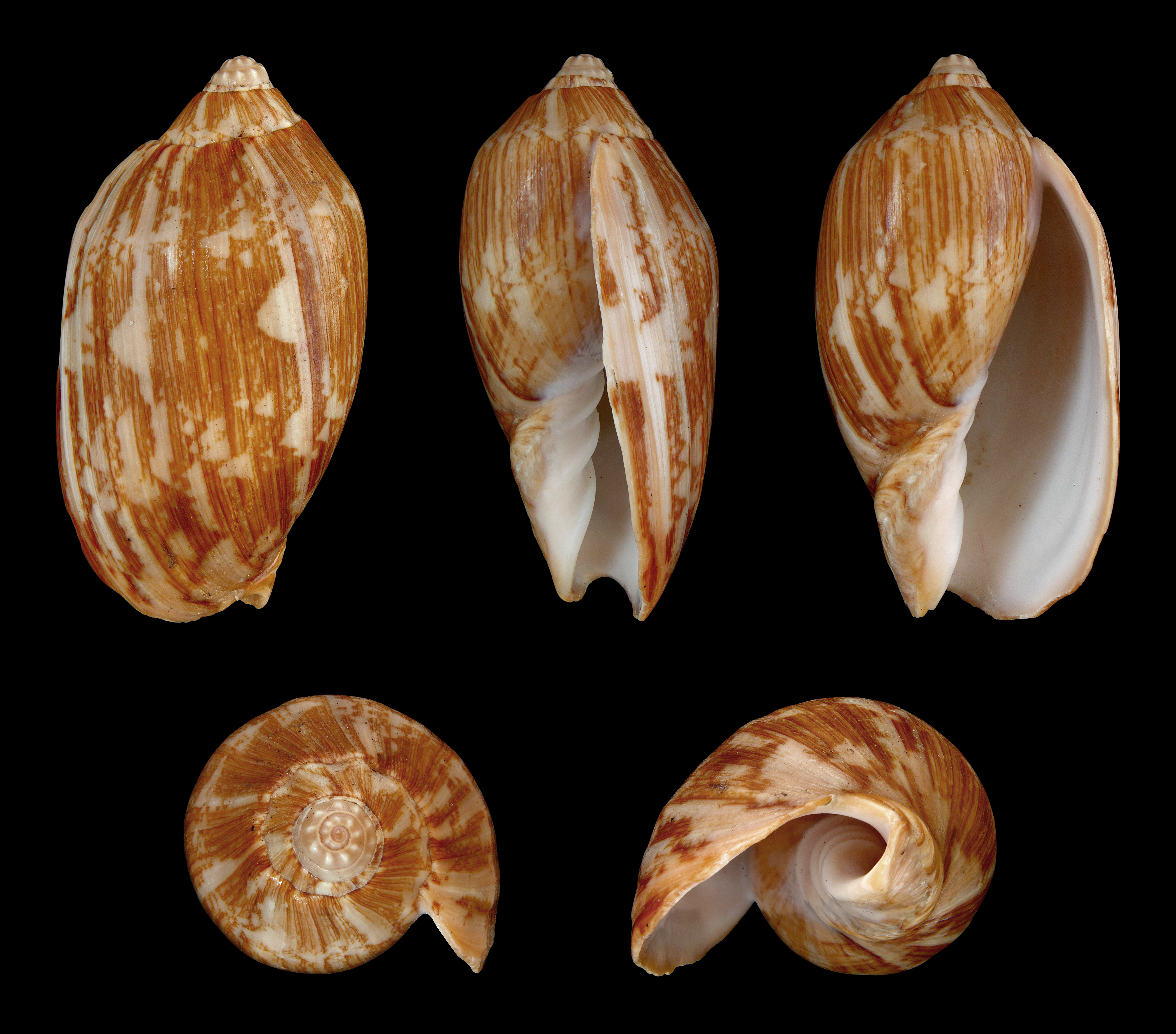
Cinco vistas da concha do caramujo Cymbiola vespertilio, onde é possível ver sua protoconcha tuberculada, de coloração distinta.

Protoconcha, concha embrionária, espiral embrionária ou ápice, é a concha inicial, embrionária ou larval, dos moluscos de estrutura espiralada, ou aparentados; frequentemente retida em sua fase adulta; mais frequentemente citada para os Gastropoda ou para os Cephalopoda dotados de concha, como Nautilidae e Spirula. De acordo com o Oxford English Dictionary, o primeiro designador do termo protoconcha foi Richard Owen, um biólogo, anatomista comparativo e paleontólogo britânico. Ela geralmente forma o ápice; uma designação comum dada à ponta da espiral de um caracol ou caramujo; ou à parte mais alta de um molusco Patellogastropoda.[carece de fontes?] Em cefalópodes Nautilidae (Nautilus e Allonautilus) a protoconcha se encontra escondida pelas voltas de sua espiral convoluta.
Nos moluscos bivalves a estrutura inicial da concha é denominada umbo ou prodissoconcha. 

## Tipos de protoconcha
Quando a protoconcha é arredondada e ultrapassa os limites da espiral, logo abaixo, denominada teleoconcha, ela recebe o nome de protoconcha mamiliforme ou mamilar. Já a protoconcha cujo sentido de enrolamento parece ser oposto ao da teleoconcha recebe o nome de heterostrófica e de anastrófica quando o enrolamento segue o mesmo eixo da teleoconcha, mas com direção aparente contrária (como no gênero Architectonica); também recebendo o nome de homeostrófica quando o sentido de enrolamento é claramente coincidente com o da teleoconcha e bem visível, ou de submergida quando é invaginada (oculta) por esta (como em Cypraea tigris). Ainda recebem o nome de multispiral, quando a protoconcha é constituída por muitas voltas, normalmente por mais de três voltas, e paucispiral quando é constituída por poucas voltas, normalmente menos de três; ou recebendo a denominação desviada, quando seu eixo de enrolamento não coincide com o da teleoconcha.

## Calcarella
Dá-se a denominação de calcarella a uma espora ou projeção pontiaguda no início da espiral da protoconcha, como ocorre no molusco Adelomelon beckii.

## Galeria de imagens

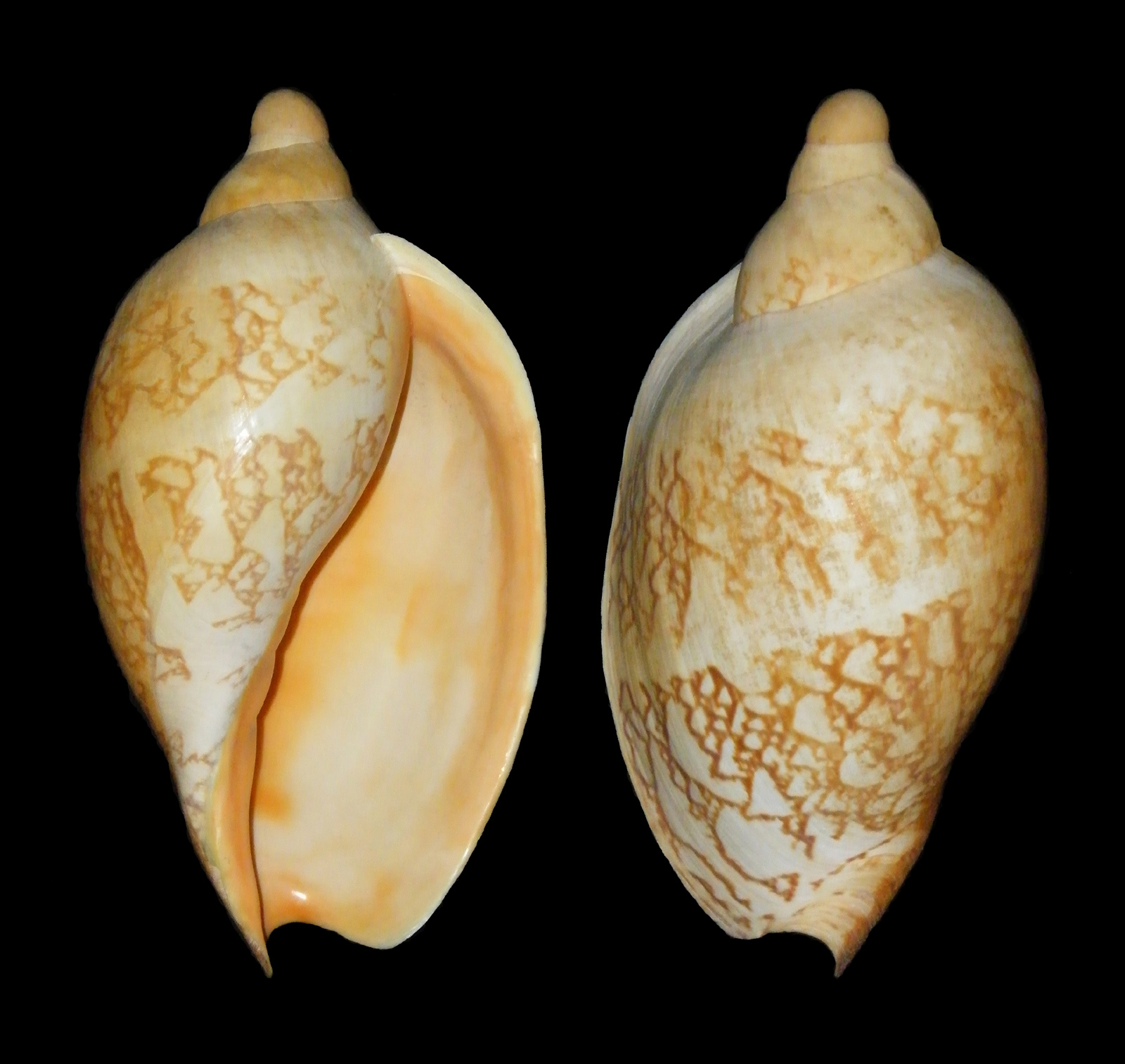
No caramujo Livonia mammilla a protoconcha é rombuda (mamiliforme ou mamilar).
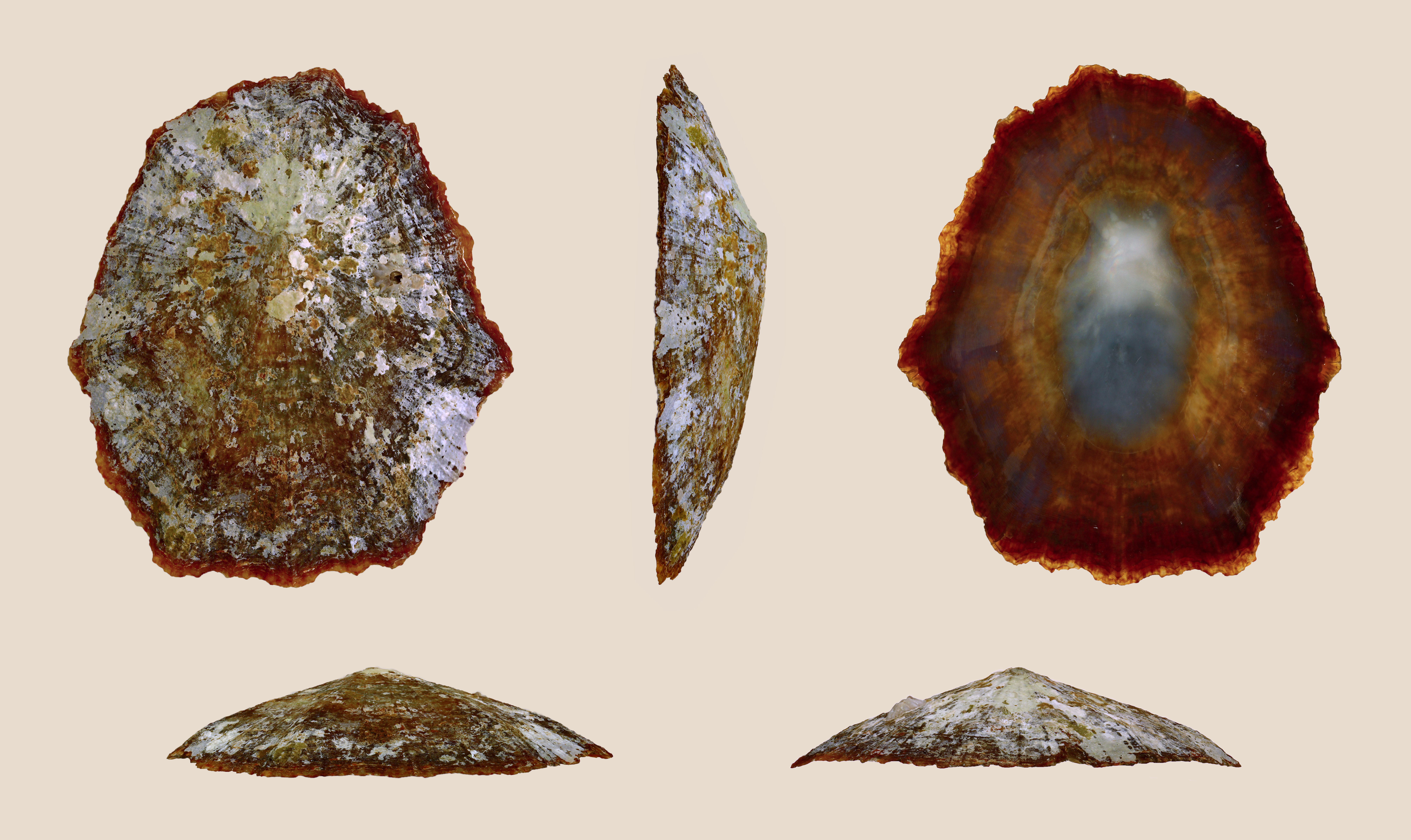
A espécie marinha Patella candei possui o seu ápice formando uma pequena ponta.
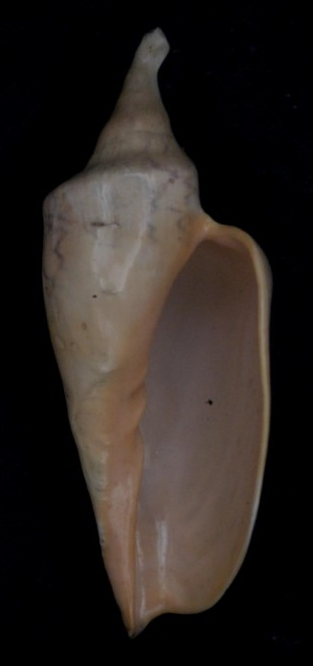
A protoconcha desviada, da espécie sul-americana Zidona dufresnii.
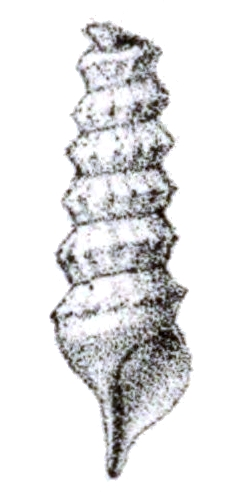
A protoconcha do enorme caramujo Syrinx aruana difere do adulto da espécie.
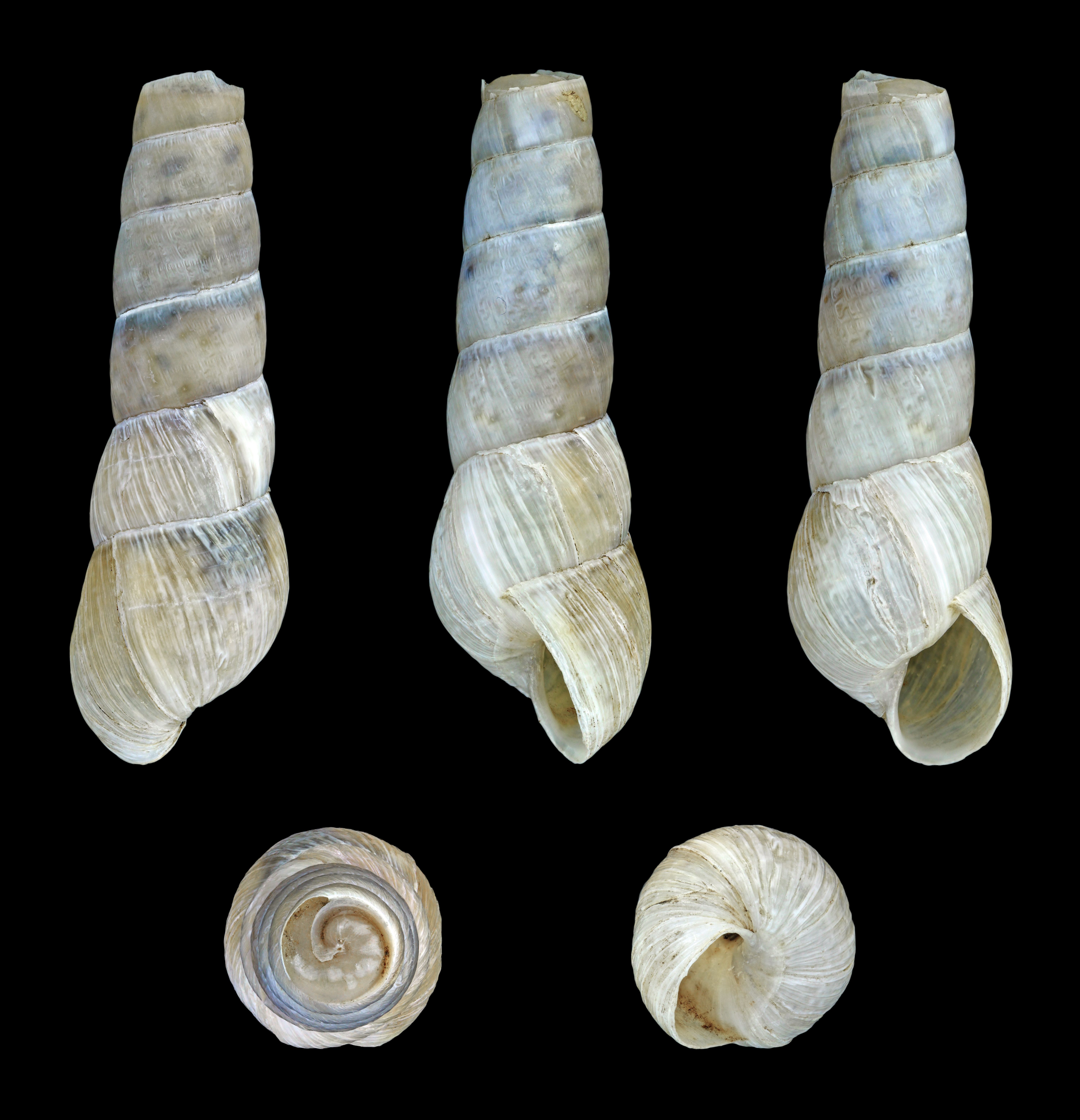
No caracol Rumina decollata a protoconcha se perde com o crescimento.